# Leonardo Cozzando
Leonardo Cozzando (Rovato, 1620 – 7 de fevereiro de 1702) foi um escritor e religioso italiano.

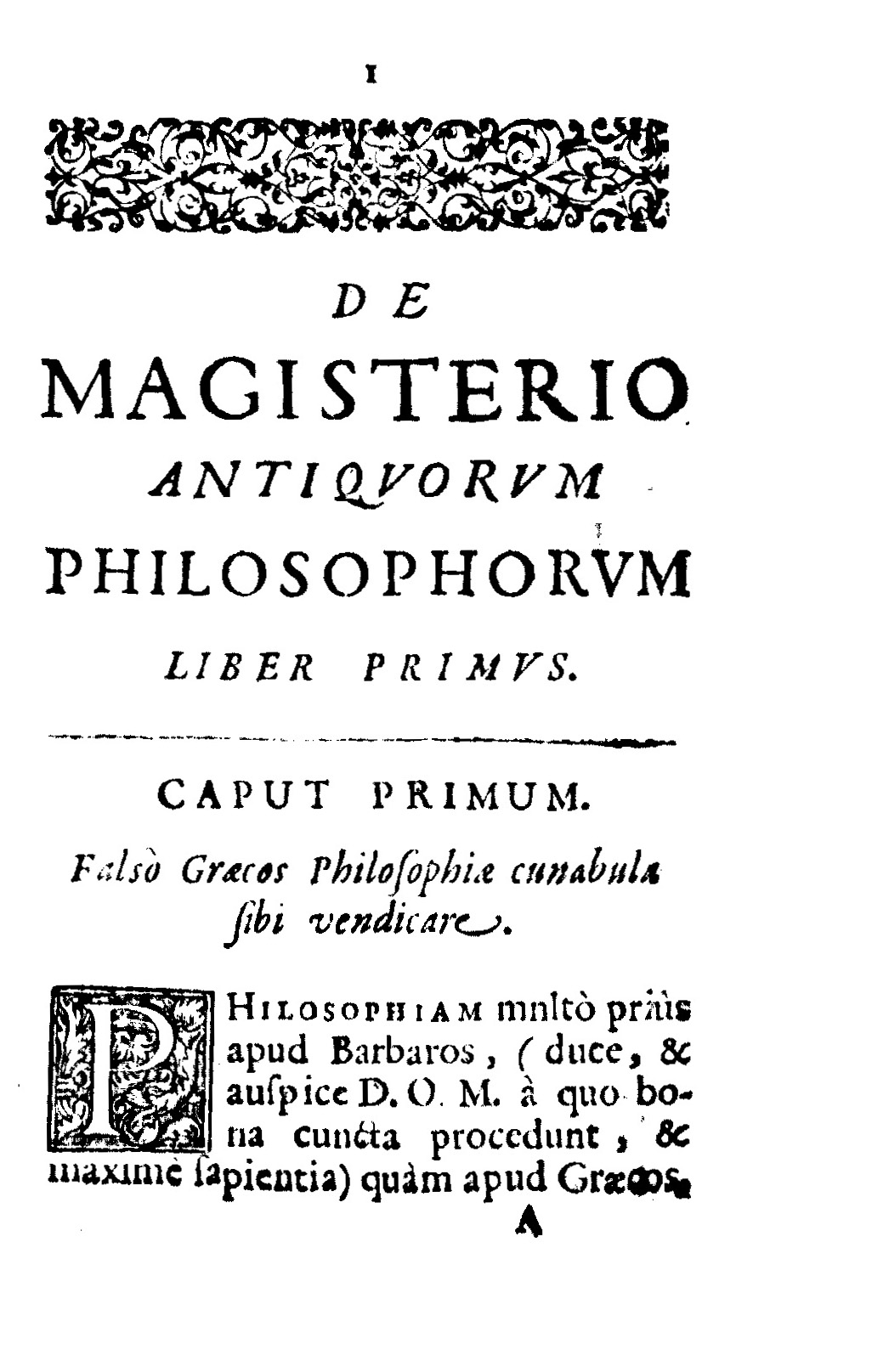
De magisterio antiquorum philosophorum, Livro I (1684)

## Obras
- De magisterio antiquorum philosophorum (em latim). Genebra: Samuel de Tournes. 1684
- Della libraria bresciana, nuovamente aperta (em italiano). 1. Bréscia: Gio. Maria Rizzardi. 1685
- Libraria bresciana (em italiano). Bréscia: Gio. Maria Rizzardi. 1694
- Vago, e curioso ristretto profano, e sagro dell'historia bresciana (em italiano). Bréscia: Gio. Maria Rizzardi. 1694